# Orcagna
Orcagna, vlastním jménem Andrea di Cione di Arcangelo (asi 1308 Florencie – 25. srpna 1368 tamtéž), byl italský gotický malíř, sochař a architekt, představitel florentské školy. Pocházel z významné umělecké rodiny, malíři byli i jeho bratři Jacopo di Cione a Nardo di Cione. Byl žákem Giotta a Andrey Pisana, jeho tvorba se vyznačuje pokročilou plastickou modelací. Spolupracoval na stavbě katedrály Santa Maria del Fiore, vytvořil tabernákl pro kostel Orsanmichele a oltářní polyptych Kristus s Pannou Marií a světci pro chrám Santa Maria Novella. Podílel se i na výzdobě katedrály v Orvietu. Sporné je jeho autorství díla Triumf smrti, které inspirovalo Ference Liszta k vytvoření skladby Tanec smrti.